# David James Marshall
David James Marshall (* 5. března 1985, Glasgow, Skotsko, Spojené království) je skotský fotbalový brankář a reprezentant, od roku 2020 chytá v dresu anglického klubu Derby County FC.
Mimo Skotsko působil na klubové úrovni v Anglii a Walesu.

## Reprezentační kariéra
V A-mužstvu Skotska debutoval 18. 8. 2004 v přátelském utkání v Glasgowě proti týmu Maďarska (porážka 0:3).